# Evair
Pour les articles homonymes, voir Paulino.
Evair Aparecido Paulino, connu au Brésil comme Evair ou par son sobriquet de o matador (en français : « le tueur »), né le 21 février 1965 à Ouro Fino Minas Gerais au Brésil, est un joueur de football international brésilien, évoluant comme attaquant.

## Carrière
Formé au Guarani FC avec lequel il termine meilleur buteur du championnat Paulista sa dernière saison, Evair signe en 1988 en Italie, à l'Atalanta Bergame. Aux côtés de Claudio Caniggia, il y réalise trois saisons correctes (76 matchs, 25 buts) et obtient sa première sélection en équipe nationale, face à une sélection de la FIFA.
En 1991 il est de retour au Brésil, à Palmeiras. Il s'y impose progressivement comme titulaire, remportant en 1993 et 1994 le championnat national et le championnat Paulista. Il connait alors neuf sélections supplémentaires en équipe du Brésil, avec laquelle il inscrit deux buts. 
En 1995, il part au Japon, aux Yokohama Flügels, qu'il mène à la troisième place en inscrivant 20 buts lors de sa deuxième saison. De retour au Brésil, il connaît de nombreux clubs et effectue notamment un bref retour à Palmeiras en 1999 où il porte son total de buts à 127, toutes compétitions confondues, ce qui en fait un des dix meilleurs buteurs de l'histoire du club. 
Il connaît également eu des passages importants au CR Vasco da Gama, avec lequel il remporte un nouveau titre de champion du Brésil en 1997.

## Palmarès
- Copa Libertadores : 1999
- Championnat du Brésil : 1993, 1994, 1997
- Championnat de São Paulo : 1993, 1994